# Riserva naturale del Botči
La riserva naturale del Botči (in russo Ботчинский заповедник, Botčinskij zapovednik) è una zapovednik (riserva naturale integrale) russa. Situata nella parte nord-orientale della catena dei Sichotė-Alin', è l'area protetta più settentrionale in cui è presente la rara tigre siberiana (Panthera tigris altaica); comprende il bacino del fiume omonimo, che scende dal versante orientale della catena montuosa. Si trova circa 120 km a sud della città portuale di Sovetskaja Gavan' nel Sovetsko-Gavanskij rajon del territorio di Chabarovsk. Istituita nel 1994, copre un'area di 267380 ettari.

## Geografia
Il territorio della riserva comprende una serie di creste e speroni montuosi e si sovrappone per lo più al bacino idrografico del fiume omonimo. Il delta del Botči, tuttavia, che si estende nell'entroterra per 10 km, non rientra nei confini della riserva. Essa ha più o meno la forma di un rettangolo parallelo alla costa orientale della Russia, che corre da sud-ovest a nord-est, lungo 80 km e largo 50 km. La riserva stessa è separata dallo stretto dei Tartari – e quindi dal mar del Giappone – da una fascia costiera larga circa 10 km. Al di là dello stretto, ad est, si trova la parte centrale dell'isola di Sachalin. La parte occidentale della riserva, che degrada ai piedi orientali dei Sichotė-Alin' centrali, è montuosa. Il fiume Botči scorre verso sud-est ed è un tortuoso fiume di montagna dal letto roccioso.

## Clima
La riserva si trova nell'ecoregione delle «foreste miste e di latifoglie dell'Ussuri», focalizzata intorno al bacino del corso medio dell'Amur, nell'Estremo Oriente russo. Specie miste di latifoglie, come il frassino della Manciuria e l'olmo giapponese, predominano nelle pianure, foreste di latifoglie e di pini coreani si trovano alle medie altitudini e, ancora più in alto, fino ai piani subalpini, crescono abeti e abeti rossi.
Il clima è di tipo continentale umido con estati calde (Dfb secondo la classificazione dei climi di Köppen), caratterizzato da grandi escursioni termiche, sia giornaliere che stagionali, con estati miti e inverni freddi e nevosi. La riserva del Botči è più fredda delle altre riserve che si trovano più a sud, nel territorio del Litorale, a causa dell'effetto raffreddante del mare. Le estati sono brevi, umide e nebbiose, con una temperatura media a luglio di 13,8 °C.

## Flora e fauna
La riserva è per lo più ricoperta da foreste, con una taiga di abeti e abeti rossi e, dove il terreno è stato ripulito dagli incendi boschivi, foreste di betulle e larici. Il sottobosco nelle pianure paludose è caratterizzato da rododendri e mirtilli. Nella zona si trovano resti fossili di piante (impronte nella roccia) risalenti al Terziario superiore.
La fauna è quella tipica dei versanti orientali ammantati di foreste. Tra i mammiferi sono caratteristici il wapiti (Cervus canadensis), il capriolo siberiano (Capreolus pygargus), il mosco siberiano (Moschus moschiferus), l'orso bruno (Ursus arctos), la lince (Lynx lynx), lo zibellino (Martes zibellina) e la lontra (Lutra lutra). Tra le rare specie di uccelli qui presenti ricordiamo la gru monaca (Grus monacha). Il fiume Botči e i suoi affluenti sono importanti terreni di riproduzione per il salmone gobbo (Oncorhynchus gorbuscha) e il salmone cane (O. keta) ed ospitano anche trote, salmerini e temoli.

## Turismo
Trattandosi di una riserva integrale, la riserva di Botči è per lo più inaccessibile al grande pubblico, anche se scienziati e persone mosse da scopi di «educazione ambientale» possono prendere accordi con la direzione del parco per effettuare visite. Ci sono, tuttavia, tre percorsi «ecoturistici» che sono aperti al pubblico, ma le eventuali visite richiedono permessi da ottenere in anticipo e il numero di visitatori è molto limitato (generalmente due gruppi di dieci al mese). La sede principale si trova a Grosseviči, alla foce del Botči, sulla costa.